# Botanophila laxifrons
Botanophila laxifrons är en tvåvingeart som först beskrevs av Huckett 1965.  Botanophila laxifrons ingår i släktet Botanophila och familjen blomsterflugor. Inga underarter finns listade i Catalogue of Life.